# Robert F. Peck
Robert F. Peck (* 2. März 1924 in Newtown; † 23. August 2011 in Danbury) war ein US-amerikanischer Pädagogischer Psychologe und Hochschullehrer in Austin.
Die Familie (Eltern Louise (Dubret) und John Wesley Peck) stammte direkt von der Gründerfamilie Peck in der Kolonie Connecticut ab. Tracy Peck war ein bekannter Vorfahr. Robert F. Peck lehrte Psychologie an der Universität von Texas in Austin.
Zur Charakterentwicklung untersuchte er Jugendliche einer Kleinstadt im Alter von 10 bis 17 Jahren in einer Längsschnittstudie (1960). Dabei fanden die beiden Autoren mit einem Stufenmodell von fünf Graden (amoral, expedient, conforming,  irrational- conscientious, rational-altruistic) bis zur rational-altruistischen Stufe heraus, dass u. a. vor allem das Elternhaus, aber auch die Peergruppe, religiöse Erziehung und die Schule einen guten Charakter formten. 
In der Entwicklungspsychologie differenzierte Peck drei relevante Entwicklungsaufgaben für das höhere Lebensalter. Ältere Menschen stehen vor dem Problem, eine übermäßige Auseinandersetzung mit dem eigenen Körper zu überwinden und daneben andere Beschäftigungs- und Erfahrungsbereiche zu erschließen. Nach dem Berufsleben ändern sich der Tagesablauf sowie soziale Kontakte und Rollen. Darüber hinaus sieht Peck als schwierigste Aufgabe betagter Menschen, „[…] von sich abzusehen und über sich selbst hinaus zu denken“. Er hat für die erforderliche neue Offenheit den Begriff „kathektische Flexibilität“ gebildet. Um Kompetenzen zu messen, unterschied er kognitive skills, affektive Zustände, incl. Motivation, Verhalten und Emotionen, und konative Faktoren (Bereitschaften), oder “coping skills” (Bewältigungs- oder Handlungskompetenzen).
Entwicklungsaufgaben im Alter:
- Wertschätzung von Weisheit vs. von physischer Stärke
- Mentale Flexibilität vs. mentale Starrheit
- Egodifferenzierung vs. vorhergehende Berufsrolle
- Körpertranszendenz

## Schriften
- mit Robert J. Havighurst und Ruth Cooper: The Psychology of Character Development, Wiley 1960
- Mental Health, Washington : Department of Classroom Teachers, American Educational Research Association of the National Educational Association, 1962
- A comparison of the value systems of Mexican and American youth, 1967
- Psychologische Entwicklung in der zweiten Lebenshälfte. In H. Thomae, U. Lehr (Hrsg.): Altern – Probleme und Tatsachen. Wiesbaden: Wissenschaftliche Buchgesellschaft 1968, S. 376–384.
- The consistency of individual teaching behavior, 1978[5]
- Assessing Competence. Dordrecht 1986